# تيودور ليوالد

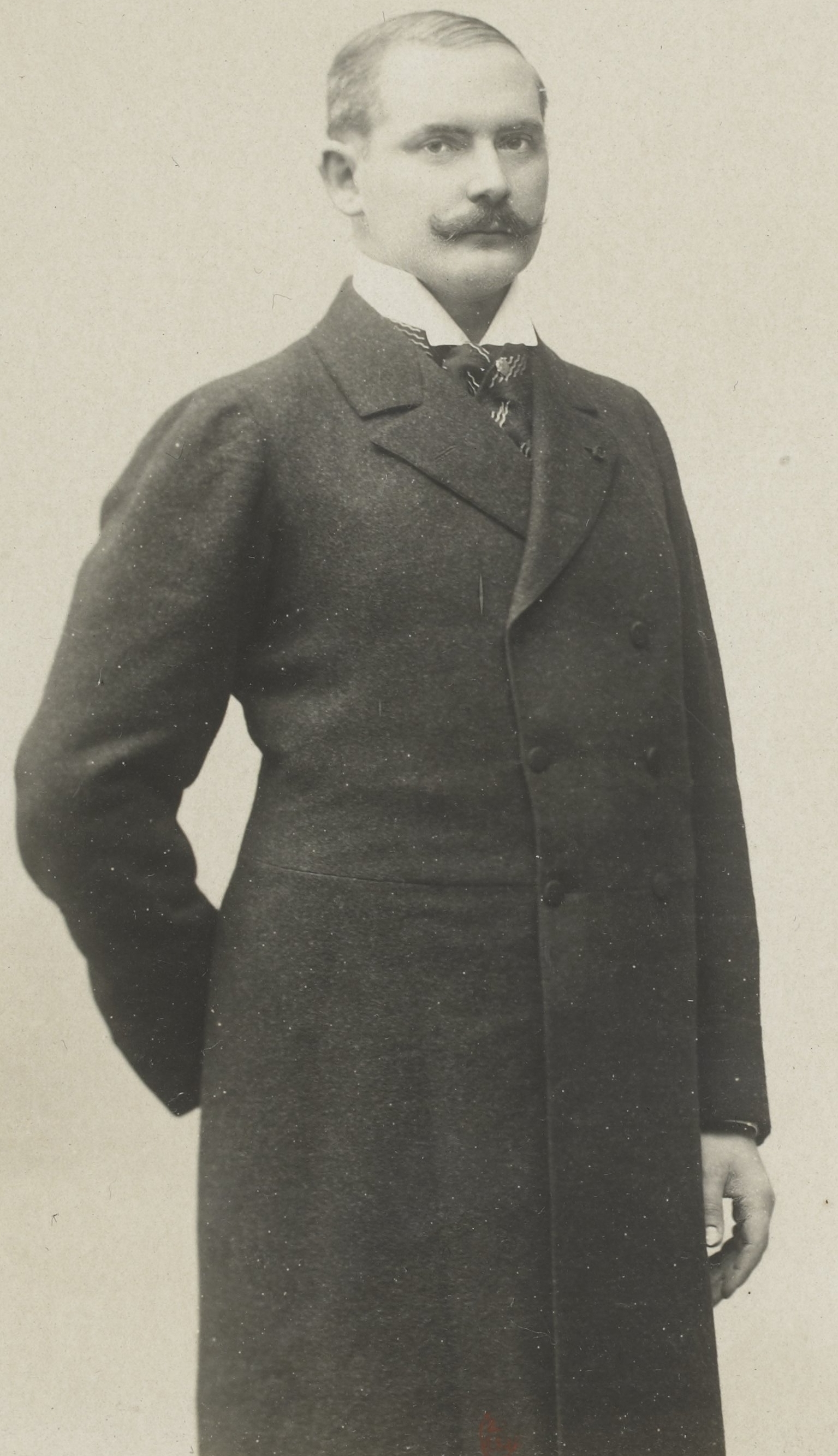
ثيودور ليوالد في عام 1900

ثيودور ليوالد (بالألمانية: Theodor Lewald)‏ ( برلين، 18 أغسطس 1860 - برلين، 15 أبريل 1947) موظفًا مدنيًا في الرايخ الألماني ومسؤول تنفيذي باللجنة الأولمبية الدولية. وكان رئيس اللجنة المنظمة الأولمبية للأولمبياد الصيفي 1936 في برلين.

## حياة سابقة
وُلد ليوالد في عام 1860؛ كانت عمته الروائية اليهودية فاني ليوالد. أصبح لويالد موظفًا مدنيًا في بروسيا في عام 1885، وأصبح القائم بأعمال مفوضية الرايخ في عام 1903. في هذا المنصب، حضر ليوالد معرض العالم 1904 (الذي أقيم جنبًا إلى جنب مع الألعاب الأولمبية)، حيث اختلف مع القيصر فيلهلم الثاني بشأن ما إذا كان يجب أن يكون دويتشر أوليمشير سبورتسبوند، الذي كان رئيسًا له، مستقلًة سياسيًا. :33 بعد أن فازت برلين بحقها في تنظيم دورة الألعاب الأولمبية الصيفية لعام 1916 (والتي تم إلغاؤها في وقت لاحق بسبب اندلاع الحرب العالمية الأولى)، شجع ليوالد الرايخ الألماني على الاستثمار في الألعاب، بحجة أنها كانت مماثلة لمعرض التجارة العالمي. :34  تقاعد ليوالد من الحكومة عام 1923؛ كان وكيل وزارة الخارجية. :34 في عام 1935، أوصى ليوالد بمنح بيير دي كوبرتان جائزة نوبل.

## أولمبياد 1936

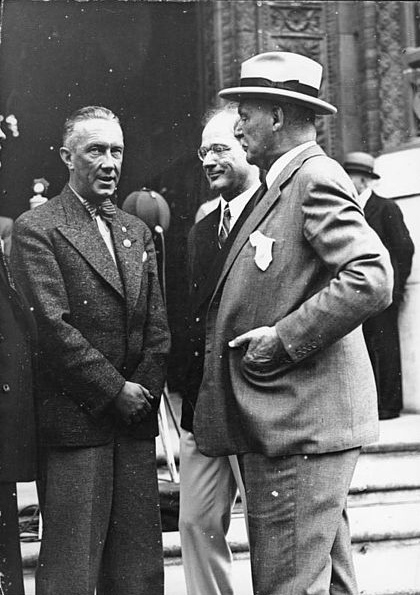
ليوالد مع يوليوس ليبرت وأفري بروندج في الألعاب الأولمبية الصيفية 1936

أصبح ليوالد عضوًا في اللجنة الأولمبية الدولية في عام 1926، وكان أحد الألمان الثلاثة في اللجنة التي منحت برلين دورة الألعاب الأولمبية الصيفية لعام 1936. كان ليوالد قد طالب في السابق بأن يُسمح لألمانيا بالمشاركة في دورة الألعاب الأولمبية الصيفية لعام 1928، بعد حظرها في عامي 1920 و1924 . :34  :28 في نوفمبر 1932، حصل ليوالد على إذن لإنشاء لجنة تنظيم مستقلة للألعاب، والتي تم إنشاؤها في يناير 1933. مباشرة بعد فوز النازيين في الانتخابات الفيدرالية عام 1933، تحدث إلى جوزيف غوبلز حول قيمة الدعاية لهذا الحدث. :31 :35-36  تم إقالة لويس في وقت لاحق من منصبه وحل محله هانز فون تششامر وأوستن حيث كانت جدة الأب ليودال يهودية، على الرغم من أن ليوالد كان مسيحيًا؛ طلبت اللجنة الأولمبية الدولية دون جدوى إعادة تنصيبه لهذا المنصب في اجتماع في يونيو 1933. :70  بدلاً من ذلك، مُنح ليوالد دورًا استشاريًا احتفاليًا، وألقى خطابًا رسميًا في افتتاح دورة الألعاب الأولمبية الصيفية لعام 1936، رغم أنه احتج أيضًا على معاملة اليهود الألمان خلال الألعاب. :41 :151 :39 أكد ليوالد في السابق للجنة الأولمبية الدولية أن اليهود الألمان لن يتم استبعادهم من الألعاب. على الملعب الاولمبي في برلين التي تم بناؤها للألعاب الواردة على جرس الأولمبية، واقترح أيضا واحدة من التصاميم لشعلة الأولمبية، وكذلك الحصول على IOC للموافقة على مسار الشعلة من اوليمبيا إلى برلين. :47 بعد دورة الألعاب، سيغفريد إدستروم رشح ليوالد أن يكون نائب رئيس اللجنة الأولمبية الدولية، على الرغم من ليوالد انسحب واستقال دور اللجنة الاولمبية الدولية له في عام 1938 بعد ضغوط للقيام بذلك من الحزب النازي .

## روابط خارجية
- تيودور ليوالد على موقع IMDb (الإنجليزية)
- تيودور ليوالد على موقع مونزينجر (الألمانية)
- تيودور ليوالد على موقع قاعدة بيانات الفيلم (الإنجليزية)
- تيودور ليوالد على موقع أوليمبيديا (الإنجليزية)